# Louis Cancelmi
Louis Cancelmi, född 9 juni 1978 i Anchorage, Alaska, är en amerikansk skådespelare.
Cancelmi har bland annat medverkat i filmerna Killers of the Flower Moon, The Irishman och 21 Bridges.

## Filmografi (i urval)
- 2014 – The Amazing Spider-Man 2
- 2018 – The Looming Tower (TV-serie)
- 2019 – 21 Bridges
- 2019 – The Irishman
- 2023 – Killers of the Flower Moon
- 2025 – Government Cheese (TV-serie)
- 2025 – The Bride
- 2025 – Sorry, Baby
- 2025 – In the Hand of Dante